# Ockrilla

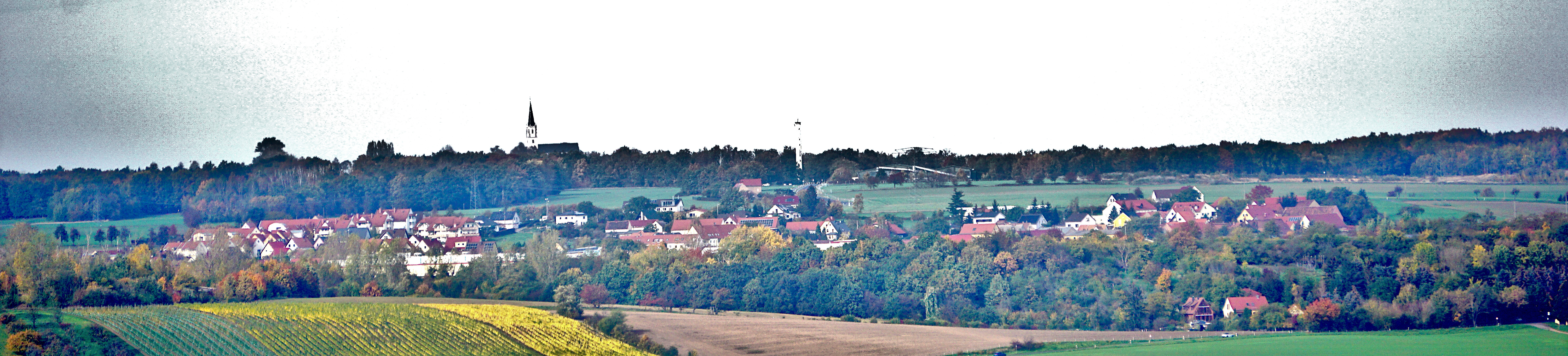
Blick auf Ockrilla vom Aussichtspunkt Kleine Bosel aus

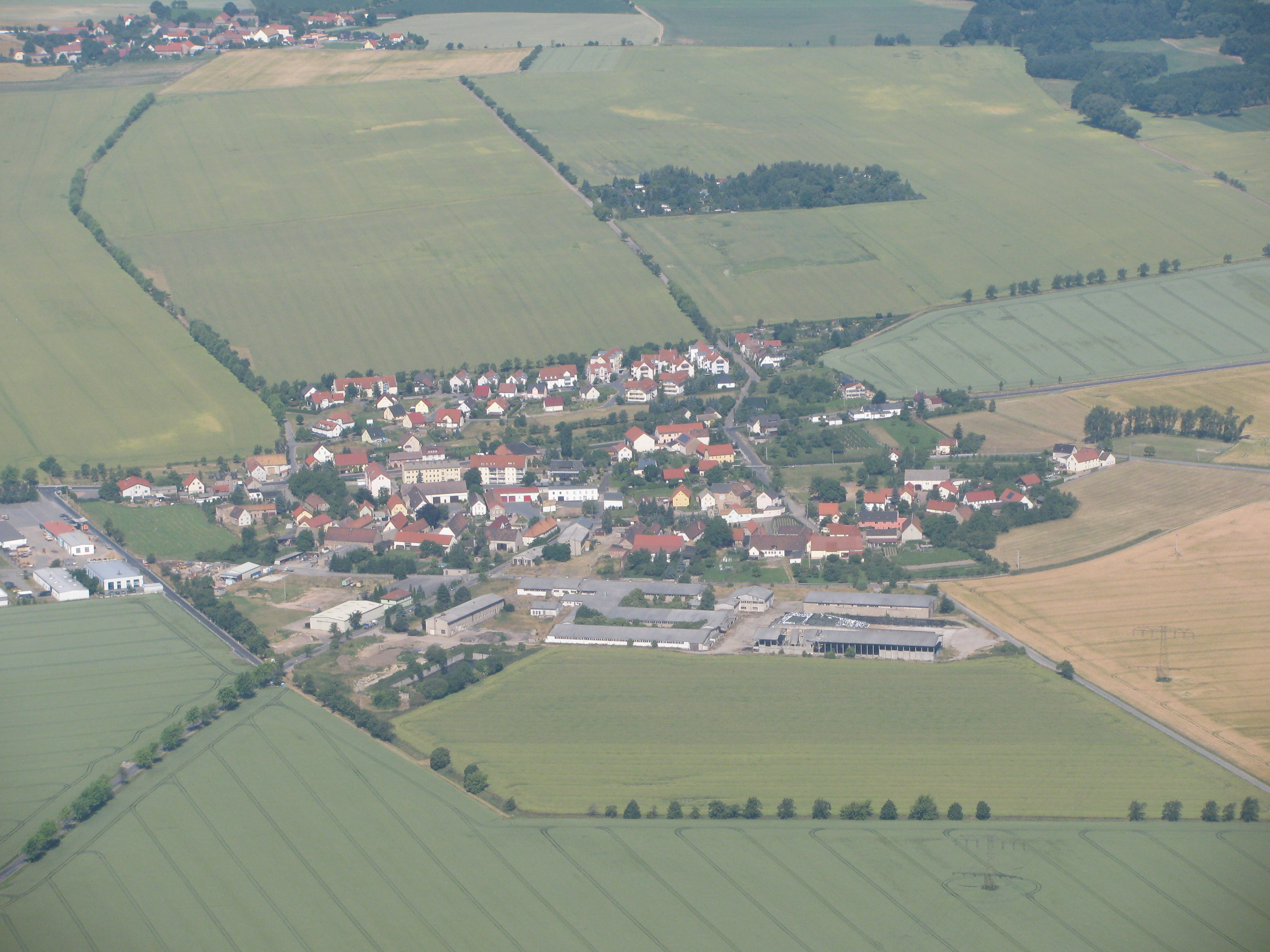
Luftbild von Ockrilla (Blickrichtung nach Westen)

Ockrilla ist ein Ortsteil der Gemeinde Niederau im Landkreis Meißen. Mit 675 Einwohnern ist es nach Niederau das nächstgrößte Dorf der Gemeinde. Neben einigen Wohnhäusern und nicht mehr bewirtschafteten Bauernhöfen gibt es ein kleines Industriegebiet.

## Lage
Ockrilla liegt etwa 4 km nordöstlich von Meißen an der Bundesstraße 101 nach Großenhain.

## Geschichte
An einem Handelsweg siedelten 1205 die ersten Menschen und nannten diesen Ort Ocrul. Der Ortsname leitet sich vom altsorbischen *Okrugła (von *okrugły, „rund“) ab. Ähnliche Ortsnamen sind aus Tschechien und Polen bekannt.
Der Ort hatte im Laufe der Jahrhunderte mehrere Gasthäuser, zu Spitzenzeiten zählte man 14 Stück zur selben Zeit in Ockrilla. Heute ist keines mehr übrig.
Von 1986 bis 1996 umfasste die Gemeinde Ockrilla zusätzlich die anliegenden Dörfer Jessen und Gröbern. Seit 1994 gehört Ockrilla zur Gemeinde Niederau.

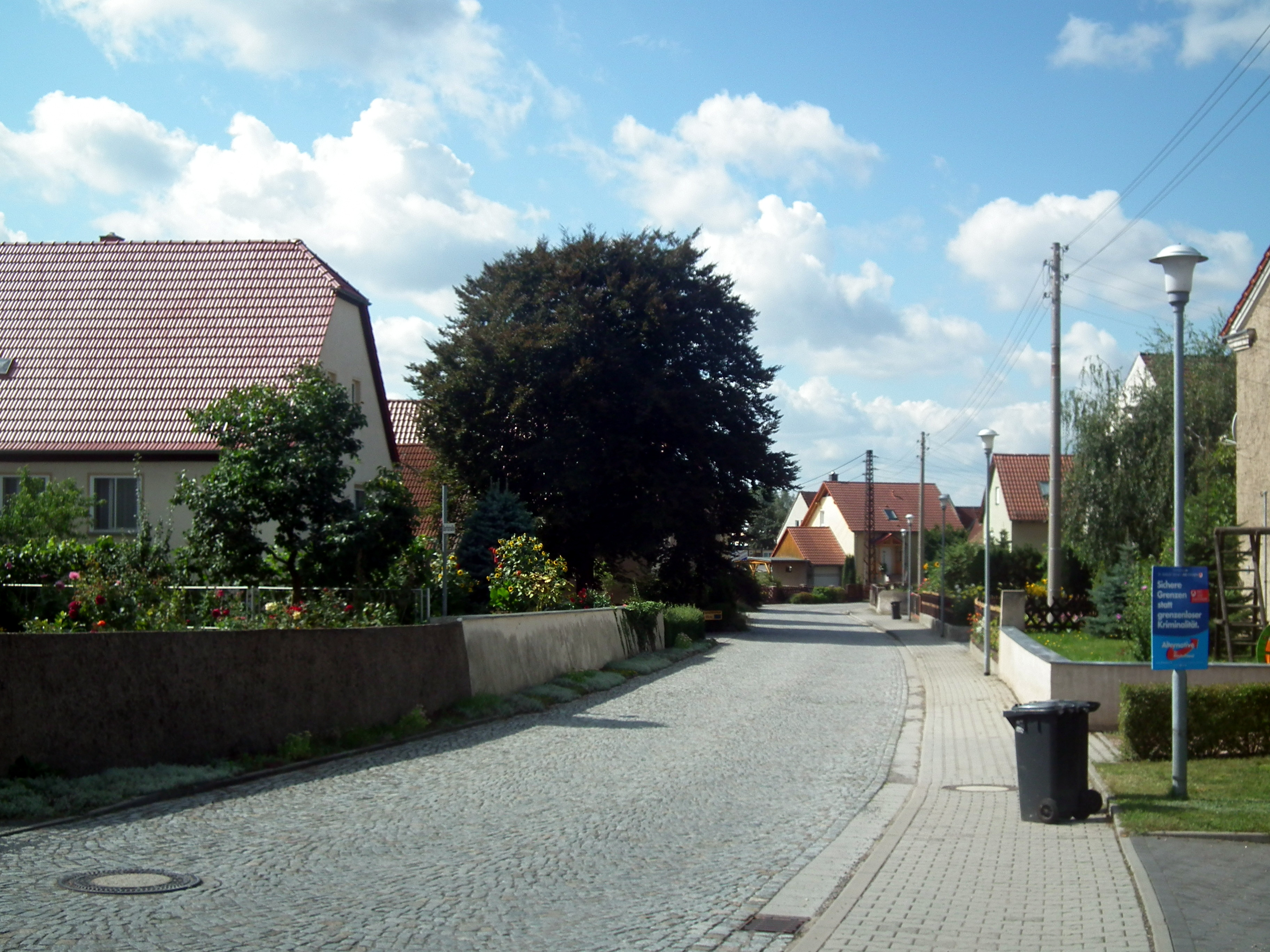
Dorfstraße in Ockrilla
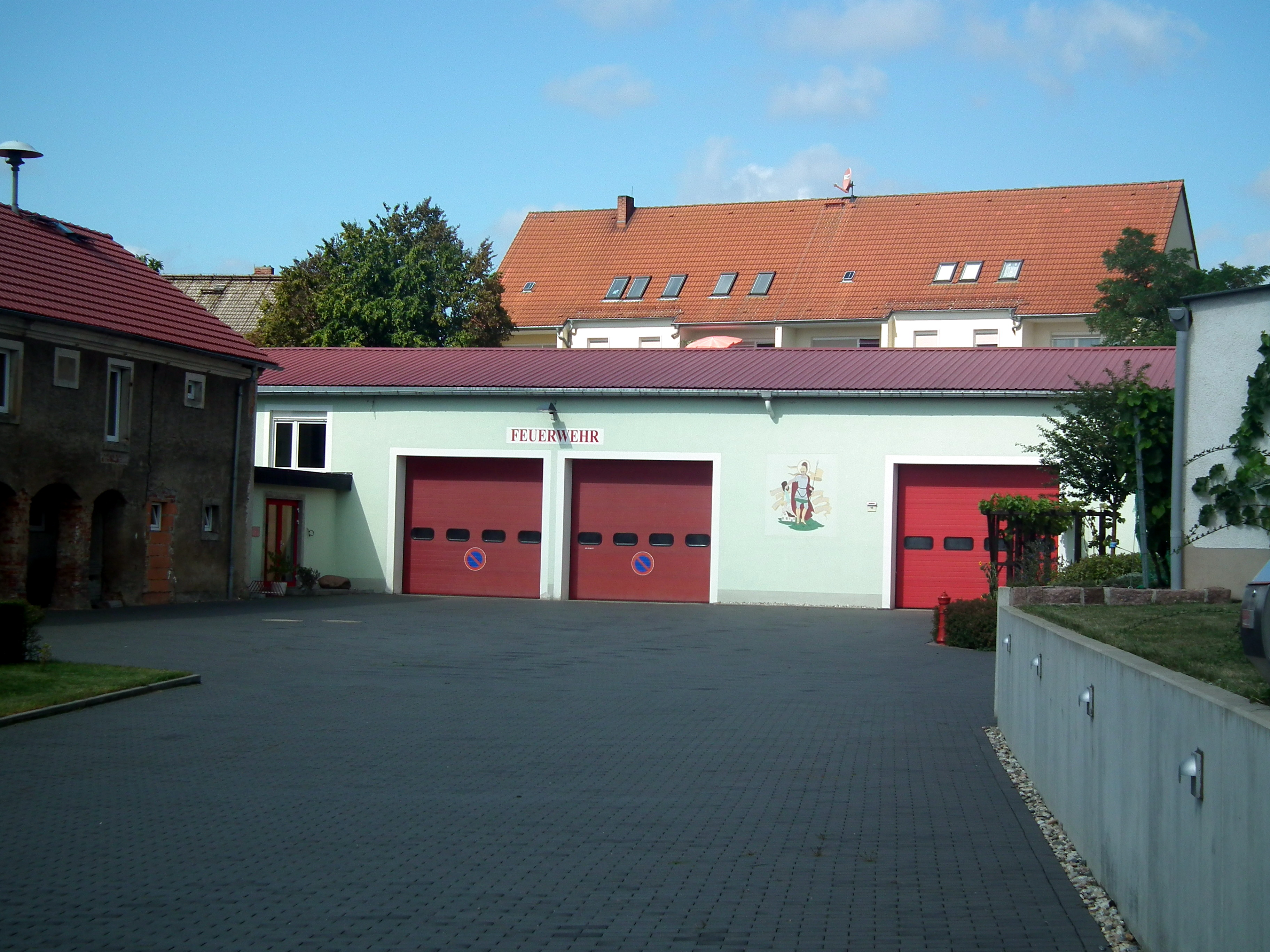
Freiwillige Feuerwehr
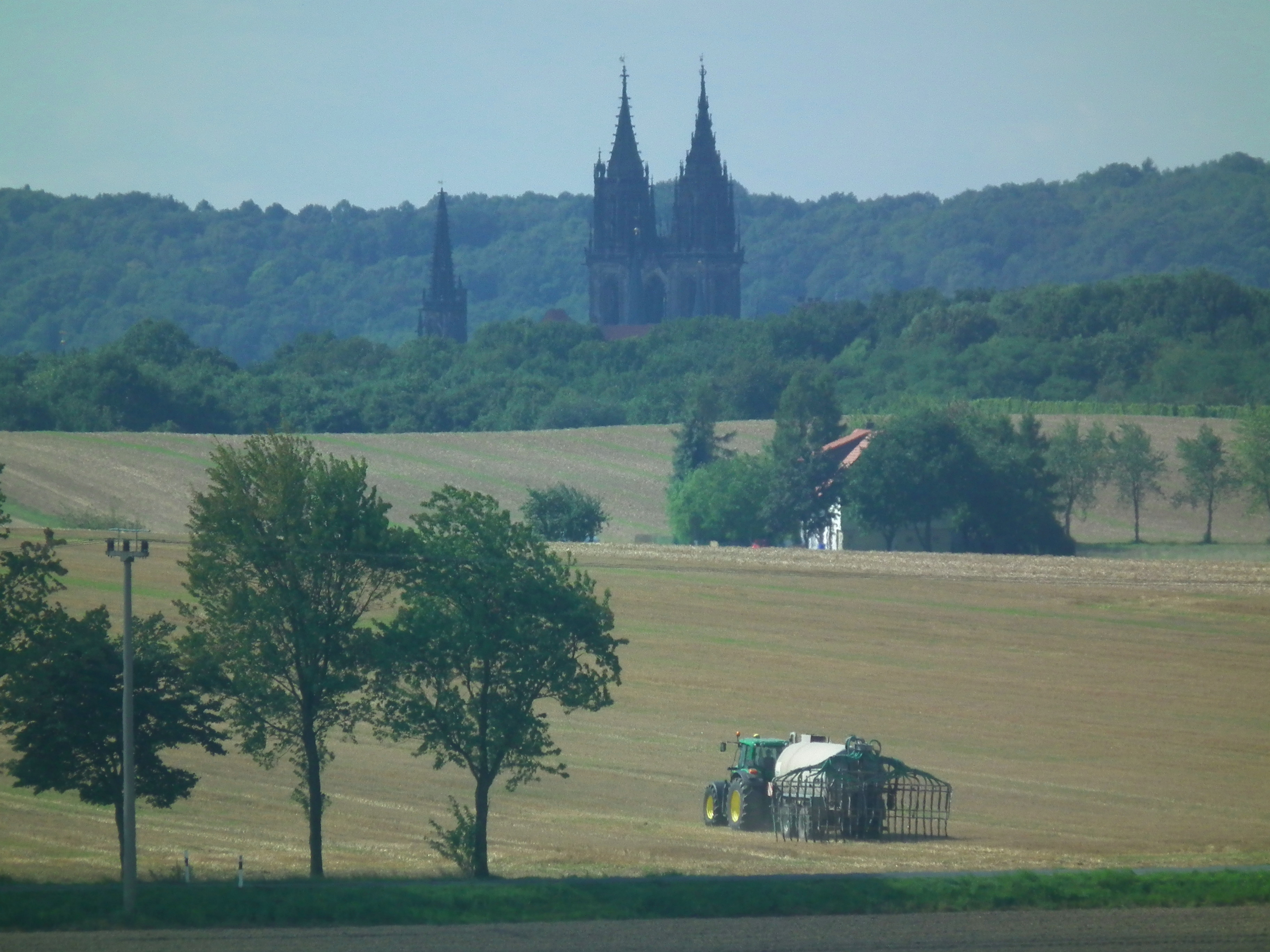
Blick von Ockrilla nach Meißen

### Bevölkerungsentwicklung
| Jahr    | Bauern (besessene Mann) | Gärtner | Häusler | Inwohner |
| ------- | ----------------------- | ------- | ------- | -------- |
| 1547/51 | 19                      |         |         | 15       |
| 1764    | 17                      | 6       | 4       |          |

| Jahr      | 1834 | 1871 | 1890 | 1910 | 1925 | 1939 | 1946 | 1964 | 2017 | 2020 |
| Einwohner | 214  | 310  | 378  | 403  | 415  | 444  | 507  | 488  | 646  | 679  |

## Söhne und Töchter des Ortes
- Afrikaforscher Gottlob Adolf Krause (1850–1938)
- Hamburgischer Bürgerschaftspräsident Max Leuteritz (1884–1949)
- Mathematikprofessor Gotthelf August Fischer (1763–1832)